# Winfried Dierske
Winfried Dierske (* 19. Februar 1934 in Aarhus; † 29. April 2006 in Radeberg) war ein deutscher Maler.

## Leben
Dierske war der Sohn eines deutschen Artistenehepaars, das unter dem Künstlernamen „Dierskes“ bekannt war. 1935 zog seine Mutter mit ihm nach Dresden. Von 1940 bis 1952 besuchte er die Volks- und Oberrealschule in Dresden. Danach nahm er verschiedene Gelegenheitsarbeiten wahr, wie: Arbeit als Buchhändler beim Volksbuchhandel und in einem Dresdner Antiquariat, Aufsicht in der neu eröffneten Gemäldegalerie, Arbeit im Verlag der Kunst bei Rudolf Mayer in der Bildabteilung, wo er Bildbeschreibungen und Künstlerbiografien verfasste, Arbeit im Kupferstichkabinett Dresden bei Werner Schmidt, wo er u. a. am Katalog „150 Jahre russische Graphik“ mitarbeitete.
Im Jahr 1951 wurde Dierske Mitglied im Kletterklub „Winklertürmer“. Am 27. Juli 1952 war er in einer Seilschaft mit Hans Pankotsch an zwei Erstbegehungen im Brandgebiet, Sächsische Schweiz, beteiligt (Kleiner Halben, Variante zum Alten Weg, VIIa; Pantinenturm, Nordostweg, VI). In den siebziger Jahren arbeitete Dierske an einer Kletter-Historischen Sammlung der Erstbegeher im Elbsandsteingebirge, die sich heute im Archiv des Sächsischen Bergsteigerbundes in Dresden befindet.
Mitte der 60er Jahre gehörte Dierske zu einem Kreis junger Leute, die bei Jürgen Böttcher an der Dresdner Volkshochschule Kurse für Malerei belegten, darunter Peter Herrmann, Peter Graf, Peter Makolies, Ralf Winkler und Eberhard Göschel. Später war er vorübergehend Mitglied des Freundeskreises um Peter Herrmann.
Winfried Dierske war mit Georg Baselitz befreundet, der ihn 1959 im expressiven Gemälde „Win. D.“ portärtierte. Dierske war Mitglied der Künstlergruppe Erste Phalanx Nedserd. 1964 kam Dierske nach Zusammenbrüchen in das Sächsische Krankenhaus für Psychiatrie und Neurologie in Arnsdorf, wo er 40 Jahre lang verweilte. Im Jahr 2001 führten Angelika und Peter Makolies mehr als 50 verstreute Bilder von Winfried Dierske in einer Ausstellung in der Galerie Hieronymus in Dresden zusammen. Die Ausstellung wurde im Anschluss auch in der Akademie der Künste in Berlin gezeigt. Dierske starb 2006 durch Suizid.
Zwei Werke von Winfried Dierske befinden sich in der Galerie Neue Meister der Staatlichen Kunstsammlungen Dresden.

## Weitere Werke (Auswahl)
- Die beiden Schulen (1961, Öl, 22 × 37 cm)
- Die roten Dächer (1961, Öl, 18 × 33 cm)
- Parteischule der SED (1961, Öl, 33 × 23,5 cm)

## Ausstellungen (unvollständig)
- 1961: Berlin, „Junge Künstler – Malerei“, Akademie der Künste der DDR
- 1962: Berlin, Einzelausstellung im Künstlerclub „Möwe“
- 1963/64: Dresden, Einzelausstellung, Wohnungsgalerie von Ursula Baring
- 1965: Dresden, „Malerei, Grafik, Plastik“ mit der Grupp Erste Phalanx Nedserd, Puschkinhaus (Dierske lässt vor der Eröffnung seine Arbeiten abhängen)
- 1991/92: Kunsthalle Nürnberg und Lindenau-Museum in Altenburg, „Erste Phalanx Nedserd“
- 1996: Dresden, „Ein Freundeskreis in Dresden 1953–1965“, Galerie Hieronymus
- 1999: Apolda, „Jahresringe“, Kunsthaus Apolda Avantgarde
- 2001: Dresden, Sonderausstellung in der Galerie Hieronymus, 1. Dezember 2001 – 2. März 2002.
- 2002: Berlin, Sonderausstellung Akademie der Künste, 9. Mai – 16. Juni 2002.
- 2006: Berlin, Ausstellung „Zeige Deine Wunde – befreiende Kunst. Psychiatrieerfahrene stellen aus“, Saarländische Galerie